# 대리전
대리전(代理戰, 영어: proxy warfare)은 분쟁의 당사국이 직접 전쟁을 하지 않고 동맹국이나 영향을 받는 나라로 하여금 대신 상대편 나라와 싸우도록 하여 일어나는 전쟁이다. 어떤 국가가 다른 국가를 특정 지역에서 몰아내기 위해 사용되는 전략으로, 제2차 세계대전 이후 냉전 체제 아래 미국과 소련에 의해 이루어진 제3국가에 대한 전쟁 지원을 가리키는 개념으로 많이 사용된다. 대표적인 대리 전쟁으로는 한국 전쟁, 베트남 전쟁, 욤 키푸르 전쟁 등이 있다.

## 영향
대리전은 특히 지역에 큰 영향을 미칠 수 있다. 베트남 전쟁 중 미국과 소련 간에 상당한 영향을 미친 대리전이 발생했다. 북베트남에서 미국의 폭격 캠페인인 롤링 썬더 작전(Operation Rolling Thunder)은 상당한 양의 기반시설을 파괴했다. 캄보디아와 라오스의 북베트남 보급로에도 많은 폭탄이 투하되었다. 마찬가지로, 더 중요하지는 않더라도 소련-아프가니스탄 전쟁이 중요했는데, 이 전쟁에서 미국은 소련 침공에 맞서 아프가니스탄 무자헤딘에 자금을 지원했다(사이클론 작전 참조). 이 전쟁은 수십만 명의 목숨과 수십억 달러의 손실을 입혔고, 소련을 파산시키고 붕괴에 일조했다.
사우디아라비아와 이란 사이의 중동 분쟁은 대리전의 파괴적인 영향을 보여주는 또 다른 예이다. 2003년 이후 이라크 내전으로 인해 거의 50만 명이 사망했다. 2011년 이후 시리아 내전으로 인해 50만명 이상이 사망했다. 2015년 4월 예멘 내전에서는 1,000명 이상이 사망했다. 아프가니스탄 전쟁에서는 2009년부터 2015년 사이에 17,000명 이상이 사망했다. 파키스탄에서는 2003년 이후 57,000명 이상이 사망했다.
일반적으로, 외부 지원을 통해 교전국의 능력이 강화되면 무력 충돌의 기간, 강도 및 규모가 크게 증가하는 경우가 많다. 교전국은 외교 협상에 참여할 가능성이 낮고, 평화 회담이 결실을 맺을 가능성이 낮으며, 기반 시설에 대한 피해는 몇 배 더 커질 수 있다.

## 같이 보기
- 조선민주주의인민공화국-중화인민공화국 관계
- 하이브리드 전쟁